# Wistow (Leicestershire)
Pour les articles homonymes, voir Wistow.
Wistow est une paroisse civile et un village du Leicestershire, en Angleterre.